# اوسوو
اوسوو (به چکی: Úsov) یک منطقهٔ مسکونی و شهرستان دارای شهرک سابقاً روستا در جمهوری چک است که در شهرستان شومپرک واقع شده‌است.
 اوسوو  ۱٬۱۸۰ نفر جمعیت دارد.